# Aruna Roy

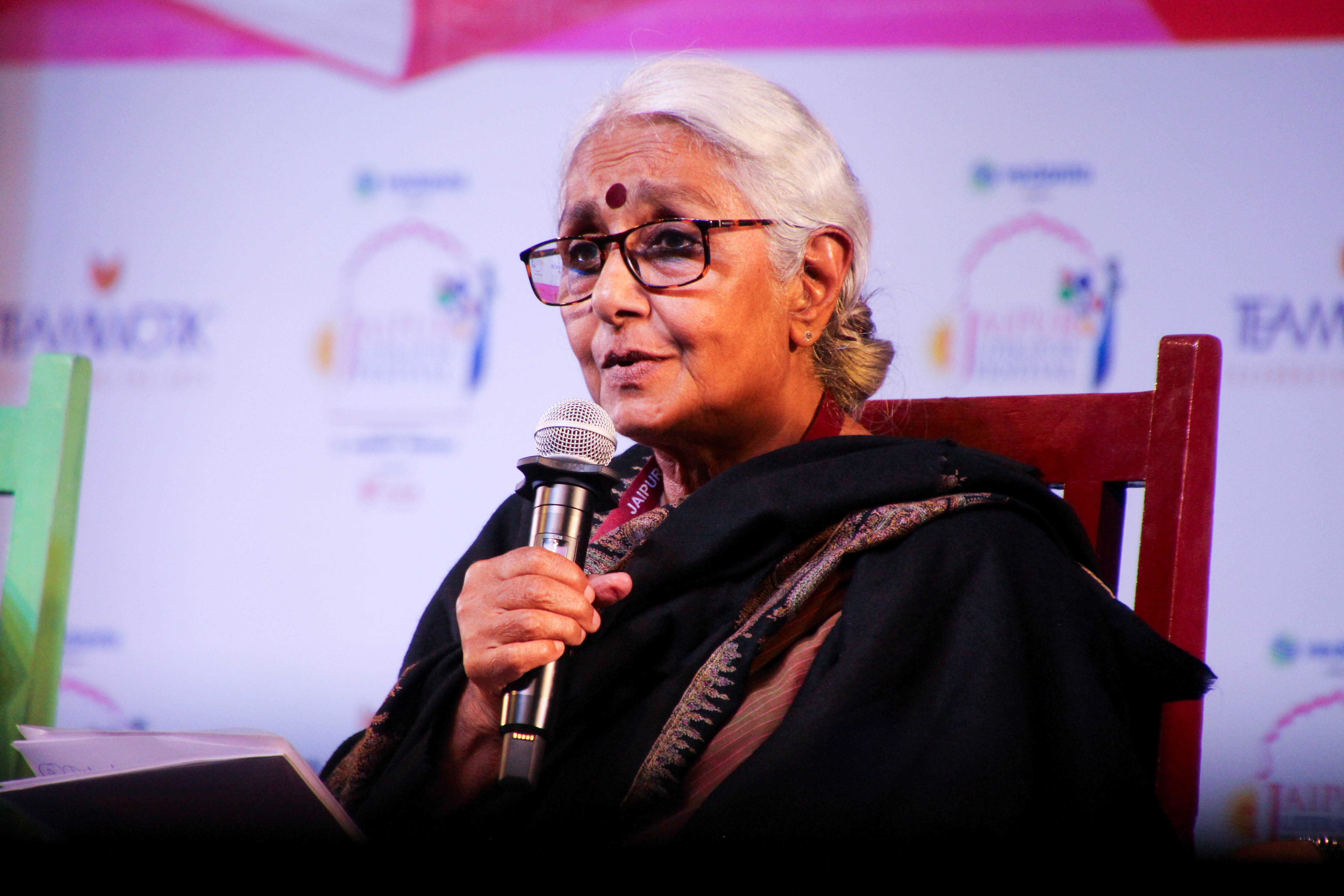
Aruna Roy 2024

Aruna Roy (Hindi अरुणा राय; geboren 26. Mai 1946 in Madras (heute Chennai)) ist eine indische Menschenrechtsaktivistin und Feministin, die 2024 vom BBC zu den einflussreichsten und inspirierenden Frauen des Jahres gezählt wurde.

## Leben
Aruna Roy wuchs in einem fortschrittlichen Elternhaus auf. Eigenen Angaben zufolge wurde sie stark von ihrem Vater beeinflusst. Er studierte in Großbritannien, engagierte sich für soziale Themen und war gegen die Unantastbarkeit. Die Familie ihrer Mutter lehnte das indischen Kastensystem ab und vertrat eine für Anfang des 20. Jahrhunderts feministische Einstellung, dass Frauen eine Ausbildung und einen Beruf neben ihrer Familie haben sollten.
Aruna Roy lernte ihren Mann Bunker Roy an der Universität kennen. Sein Einsatz für soziale Themen beeindruckte sie genauso wie die Tatsache, dass in seiner Familie alle Religionen vertreten waren, was sie wichtig fand. Als junge Frau hoffte sie, bei ihrer ersten Arbeit in der indischen Verwaltung etwas für alle Menschen tun zu können, aber diese Hoffnung erfüllte sich nicht, deshalb wechselte sie ihre berufliche Laufbahn. Sie selbst bezeichnet sich als Feministin und zählt sich zu den berufstätigen Frauen.

## Karriere
Nachdem Aruna Roy einen Hochschulabschluss in Englischer Literatur am Indraprastha College der Delhi Universität erworben hatte, unterrichtete sie ein Jahr lang an ihrer Almer Mater. 1968 trat sie in den Indian Administrative Service (IAS) ein, wo sie bis 1974 arbeitete. Durch ihren Aufgabenbereich beim IAS kam sie in engen Kontakt mit Indiens armer Dorfbevölkerung. Dies veranlasste sie dazu, sich dem Social Work and Research Center (SWRC) in Rajasthan, das auch „Barefoot College“ genannt wurde, anzuschließen. Das SWRC wurde von ihrem Mann geleitet und förderte auf Dörfer ausgerichtete Entwicklungsprojekte im Bereich Gesundheit, Bildung, Gender und Existenzsicherung. Mit anderen zusammen gründete Aruna Roy in Rajasthan später die Mazdoor Kisan Shakti Sangathan (MKSS, englisch Organization for the Empowerment of Workers and Peasants), die der Dorfbevölkerung half, sich gegen die lokale Machtstrukturen zu behaupten und die jedem Bürger verbrieften Rechte auf Information zu erlangen. In Anerkennung ihres Einsatzes dafür erhielt sie im Jahr 2000 den Ramon-Magsaysay-Preis, auch asiatischer Friedensnobelpreis genannt.
Aruna Roy war außerdem maßgeblich an der Verabschiedung von Gesetzen in Indien beteiligt, die den Bürgerinnen und Bürgern das Recht auf Einsichtnahme in amtliche Unterlagen garantieren. Eine landesweite Basiskampagne der MKSS führte Anfang der 2000er Jahre zur Verabschiedung von Gesetzen über das Recht auf Information in neun indischen Bundesstaaten. 2005 wurde ein nationales Gesetz über das Recht auf Information auch vom indischen Parlament verabschiedet. Von 2004 bis 2006 und von 2010 bis 2013 war sie  Mitglied des India´s National Advisory Council. In dieser Position spielte sie eine entscheidende Rolle für die Verabschiedung dieses Gesetzes. Studien zeigten, dass jedes Jahr schätzungsweise 8 Millionen Anträge auf Informationen nach Inkrafttreten des Gesetzes gestellt werden.
In den 1990er Jahren organisierte sie zusammen mit Arbeiterinnen in Rajasthan auch den ersten Streik mit der Forderung nach Bezahlung des Mindestlohns. Diese Aktivität führte dazu, dass das angestrengte Gerichtsverfahren dafür in Dehli gewonnen wurde und die Regierung nachgeben musste.
Darüber hinaus ist sie ein prominentes Mitglied vieler demokratischer Kampagnen und übt derzeit das Amt der Präsidentin der National Federation of Indian Women (NFIW) aus (Stand Januar 2025).
Aruna Roy kritisierte in einem Interview mit dem Spiegel bereits 2006 die Haltung der indischen Mittelklasse zur Armut im Land. Sie meinte, es sei angebracht, wenn sich diese Gesellschaftsschicht für die große Armut schämte, denn dieses Gefühl wäre die einzige Möglichkeit, diese Menschen dazu zu bringen, die Armut zu lindern. Dabei sei eine bessere Bildung ausschlaggebend, um einen Wandel herbeizuführen.
2024 veröffentlichte sie ihre Memoiren The Personal is Political.

## Auszeichnungen
- 2000: Ramon-Magsaysay-Preis[4]
- 2010: Nani Palkiwala Award und Lal Bahadur Shastri National Award for Excellence in Public Administration, Academia and Management[5]
- 2011: Listung als eine der 100 einflussreichsten Menschen vom Time Magazine[5]
- 2024: Aufnahme in die BBC Liste der 100 inspirierenden und einflussreichen Frauen des Jahres[9]